# Einfache Leute
Einfache Leute è un film televisivo del 2007 diretto da Thorsten Näter e tratto da un romanzo di Johannes Reben.

## Trama
Henrik, un giovane talentuoso nuotatore è costretto a decidere se essere gay o continuare la sua carriera nel nuovo. Sceglie la carriera, si sposa ed ha anche un figlio.
19 anni dopo lavora in una piscina e vive apparentemente una felice relazione con la moglie Britta. Ma quando un suo amore di gioventù, Lutz, ritorna nella sua vita, Hernik inizia a frequentare locali gay...